# تانغ من شانغ
تشينغ تانغ (بالصينيَّة : 成湯)  المسجل على عظام أوراكل كما هو باللغة الإنجليزية تاي يي أو دا يي (大 乙)، كان أول ملوك سلالة شانغ في التاريخ الصيني. يُعتبر تقليديًا حاكمًا فاضلاً ، كما يدل على ذلك اللقب الشائع "تانغ الكامل" المعطى له وفقًا للأسطورة  أطاح بأسرة جي، آخر حكام أسرة شيا.

## صعود شانغ
حكم تانغ شانغ، إحدى الممالك العديدة التي كانت تحت سيادة أسرة شيا، لمدة 17 عامًا. خلال عهد جي، نمت قوة شانغ ، في البداية على حساب أتباع شيا الآخرين. كان قادرًا على كسب العديد من المؤيدين من ما يصل إلى 40 مملكة صغيرة.  أدرك تانغ أن جي أساء معاملة شعبه واستخدم ذلك لإقناع الآخرين. وفقًا للأسطورة ، في إحدى الخطاب ، قال تانغ إن إحداث الفوضى لم يكن شيئًا يريده ، ولكن نظرًا لإرهاب جي ، كان عليه أن يتبع انتداب السماء ويستغل هذه الفرصة للإطاحة بشيا. كميزة أشار إلى أنه حتى جنرالات جي العسكريين لن يطيعوا أوامره.
في السنة الخامسة عشر لحكم جي، بدأ تانغ بنقل لو إلى العاصمة بو. بعد حوالي عامين أرسل شانغ وزيره يي يين كمبعوث إلى جي. بقيت يي في عاصمة شيا حوالي ثلاث سنوات ، قبل أن تعود إلى شانغ.
استمرت قوة شانغ في النمو. في العام السادس والعشرين من حكم جي ، غزا شانغ ون. بعد ذلك بعامين ، هاجم بويانغ شانغ، وتبع ذلك عدة سنوات من الحرب بين شانغو وبويانغ.  على الرغم من هذه النكسة، استمر شانغ في التوسع على عدد من الجبهات، وجمع القوات التابعة في جينجبو . غزا جيش شانغ والقوات المتحالفة ميتكسو ( شينمي اليوم في خنان) ، وي ، وهاجموا غو ، التي تم غزوها أيضًا في العام التالي.  في هذا الوقت تقريبًا ، هرب زونغ جو، المؤرخ الرئيسي لـ جي، من زيا إلى شانغ. 

### معركة مينجتياو
حارب جيش شانغ ضد قوات جي شيا في مينجتياو (鳴 條) في عاصفة رعدية شديدة وهزمهم.
هرب جي نفسه وهرب إلى سانزونج. طاردت قوات شانغ تحت قيادة الجنرال ووزي جي إلى تشنغ ، وقبضت عليه في جياومن ، وعزلته ، مما أدى إلى إنهاء سلالة شيا. في النهاية ، تم نفي جي في نانشاو .  توفي جي في النهاية بسبب المرض  وخلفه تانغ كملك أعظم ، وافتتح سلالة شانغ .

## ملك شانغ
اعتبر الصينيون فترة حكم تانغ جيدة.  خفض الضرائب ومعدل التجنيد للجنود. امتد نفوذه إلى النهر الأصفر ، وأصبحت العديد من القبائل النائية ، مثل دي وتشيانغ ، ولايات تابعة. كما أسس أنيانغ كعاصمة جديدة للصين.
وفقًا لـ بامبو أنالس ، بنى تانغ قصرًا يسمى زيا شي (夏 社) لإحياء ذكرى أسرة شيا. في السنوات الخمس الأولى من حكمه، كان هناك العديد من موجات الجفاف.
أمر تانغ بصنع العملات الذهبية وتوزيعها على الأسر الفقيرة التي اضطرت لبيع أطفالها بسبب الجفاف، كان القصد منهم استخدام هذه الأموال لإعادة شراء أطفالهم.
وفقًا لـ بامبو، في السنة التاسعة من حكمه قام بنقل تسعة مراجل ثلاثية الأرجل صنعها يو العظيم إلى قصر شانغ.

## الأساطير
تم تصوير تانغ بطرق مختلفة في الأساطير الصينية وقد أثرت هذه الصور على الصور الشعبية واللوحات الخاصة به. 
غالبًا ما يتم رسمه على أنه "رجل طوله تسعة أقدام، ووجهه أبيض، وشعره خشن، برأس مدبب، وذراعان بستة مفاصل، وجسم أكبر بشكل ملحوظ من جانب من الجانب الآخر." 